# Parsadepur
Parsadepur é uma cidade e uma nagar panchayat no distrito de Rae Bareli, no estado indiano de Uttar Pradesh.

## Demografia
Segundo o censo de 2001, Parsadepur tinha uma população de 9614 habitantes. Os indivíduos do sexo masculino constituem 51% da população e os do sexo feminino 49%. Parsadepur tem uma taxa de literacia de 47%, inferior à média nacional de 59.5%: a literacia no sexo masculino é de 56% e no sexo feminino é de 37%. Em Parsadepur, 18% da população está abaixo dos 6 anos de idade.